# Roger Sperry

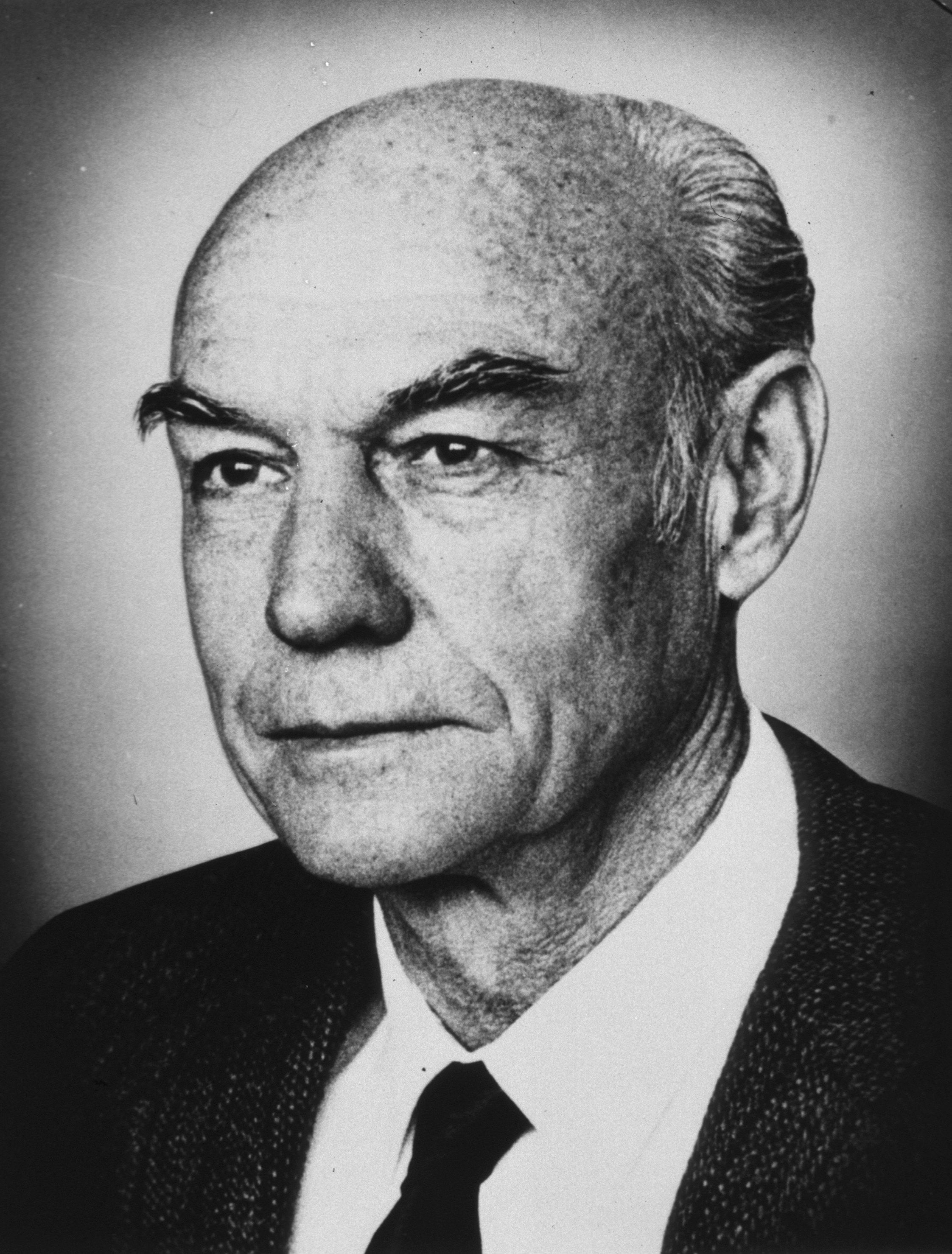
Roger Wolcott Sperry

Roger Wolcott Sperry (* 20. August 1913 in Hartford, Connecticut, USA; † 18. April 1994 in Pasadena, Kalifornien, USA) war ein US-amerikanischer Neurobiologe, der für die Entwicklung der Neurophysiologie bedeutsame Forschungen mit dem Nobelpreis ausgezeichnet wurde.
Roger Sperry wurde 1913 in Hartford geboren und wuchs in West Hartford auf, wo er die West Hartford High School besuchte. Mithilfe eines Stipendiums studierte er am Oberlin College, welches er 1935 mit dem BA in Englisch absolvierte, worauf sein Master in Psychology an derselben Institution folgte. Schließlich promovierte er 1941 zum PhD in Zoologie an der University of Chicago. Er verbrachte anschließend einige Jahre an der Harvard University und dem Yerkes Laboratory for Primate Biology in Florida, bevor er als Professor an die University of Chicago zurückkehrte.
Von 1954 bis 1984 war er Professor für Psychobiologie am California Institute of Technology in Pasadena.
Sperry beschrieb erstmals 1961 das Diskonnektionssyndrom nach Durchtrennung des Corpus callosum. 1967 haben Sperry und Michael Gazzaniga zeigen können, dass jede Gehirnhälfte ihr eigenes mentales Lexikon haben kann.
Für seine Forschungen über Split-Brain-Patienten wurde er 1981 zur Hälfte mit dem Nobelpreis für Physiologie oder Medizin ausgezeichnet. Er hatte die unterschiedlichen Funktionen der beiden Gehirnhemisphären erkannt und nachweisen können.
1960 wurde Sperry in die National Academy of Sciences, 1963 in die American Academy of Arts and Sciences und 1974 in die American Philosophical Society gewählt. 1973 erhielt er den Passano Award und 1976 Karl Spencer Lashley Award sowie 1979 den Albert Lasker Award for Basic Medical Research und den Ralph-W.-Gerard-Preis.

## Schriften
- Problems outstanding in the evolution of Brain Function. Cambridge 1964.